# Heartbeat (Linux-HA Daemon)
Heartbeat es un servicio informático que proporciona funcionalidad de infraestructura de clúster (comunicación y pertenencia) a sus clientes.
Esto permite a los clientes tener conocimiento de la ejecución, o no ejecución de los procesos en otras máquinas e intercambiar fácilmente mensajes entre ellos.
Para resultar útil a los usuarios el dominio Heartbeat necesita emplearse en combinación con un gestor de recursos del clúster (en inglés cluster resource manager - CRM)) el cual posee la tarea de iniciar y parar los servicios (direcciones IP, servidores web, etc.) a los cuales el clúster aportará alta disponibilidad. Pacemaker es el gestor de recursos de clúster preferido para los clústeres basados en Heartbeat. Una característica primordial es que puede configurarse para trabajar de forma pasiva y/o activa.
Otra característica de Heartbeat es poder trabajar con tantos nodos como se requiera.

## Nota histórica
Desde la versión 2.1.4 la capa de mensajería (Heartbeat propiamente dicho), el gestor local de recursos (Local Resource Manager), infraestructura y STONITH (ahora conocido como Cluster Glue), los agentes de recursos Resource Agents, y el gestor de recursos del clúster (Cluster Resource Manager) (ahora Pacemaker) forman parte de un mismo paquete denominado heartbeat. El nombre ha sido a menudo aplicado al proyecto Linux-HA como un todo.
Esta generalización no es adecuada, el nombre heartbeat debería ser empleado exclusivamente para la capa de mensajería.